# George H. Hodges
George Hartshorn Hodges, född 6 februari 1866 i Orion, Wisconsin, död 7 oktober 1947 i Kansas City, Missouri, var en amerikansk demokratisk politiker. Han var Kansas guvernör 1913–1915.
Hodges var verksam som affärsman och tjänstgjorde en mandatperiod som borgmästare i Olathe. Han satt i Kansas senat 1905–1913.
Hodges efterträdde 1913 Walter R. Stubbs som Kansas guvernör och efterträddes 1915 av Arthur Capper.
Hodges avled 1947 och gravsattes i Olathe.